# Берёзки (Чебаркульский район)
Берёзки — посёлок в Чебаркульском районе Челябинской области России. Входит в состав Тимирязевского сельского поселения.

## География
Посёлок находится в центральной части Челябинской области, в лесостепной зоне, на расстоянии примерно 26 километров (по прямой) к востоку-юго-востоку (ESE) от города Чебаркуль, административного центра района. Абсолютная высота — 318 метров над уровнем моря.

## История
Решением облисполкома от 18.04.1978 года № 185 образован населённый пункт при Челябинском рудоуправлении по изготовлению облицовочной плитки которому присвоено наименовании — Берёзки.

## Население
| 2002 | 2010 |
| ---- | ---- |
| 24   | ↘21  |

Гендерный состав
По данным Всероссийской переписи населения 2010 года в гендерной структуре населения мужчины составляли 57,1 %, женщины — соответственно 42,9 %.
Национальный состав
Согласно результатам переписи 2002 года, в национальной структуре населения русские составляли 46 %, армяне — 29 %.